# 团岛灯塔
36°02′41″N 120°16′55″E / 36.04472°N 120.28194°E
团岛灯塔，又称游内山灯塔（德語：Leuchtturm Yu-nui-san，日语：〔〕），位于中华人民共和国山东省青岛市市南区团岛西南端，该灯塔最初建成于1900年，现存建筑建于1919年。现为全国重点文物保护单位青岛德国建筑群的一部分。

## 历史

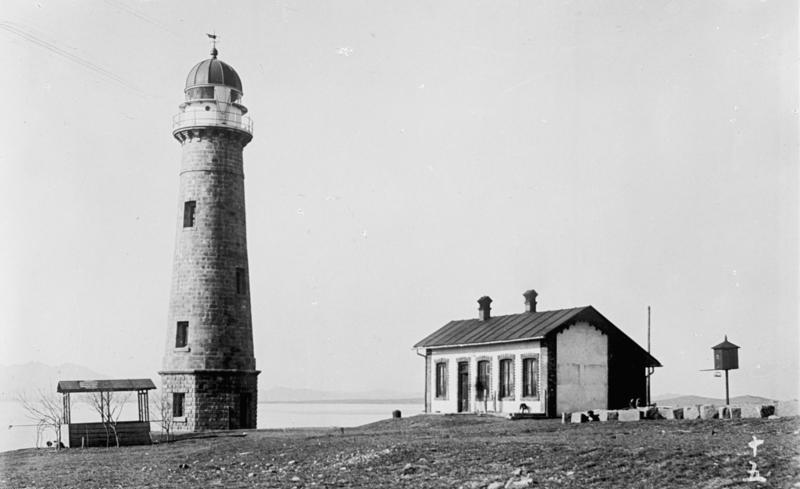
1900年建成后的灯塔

团岛原为青岛西南方的一座小岛，仅退潮时与陆地有一道沙岗相连。其西南角有一座小山丘，其名称以德文拼音写作“Yu-nui-san”或“Ju-nui-san”，在很长时间内没有与之对应的汉字名称，直至1914年日本占领青岛后将其名称定为“游内山”。
团岛距对岸的薛家岛仅三千余米，为扼守胶州湾的要地。因胶州湾湾口处水流湍急，并有暗礁分布，出于对港口发展的考虑，急需建设先进的导航设施。德国获得胶州湾租借权后不久便将团岛灯塔的建设列入首要项目中，首先将团岛与陆地之间的浅滩填为陆地，之后设立了12盏绿色灯光作为临时导航灯。据1899年《胶澳租借地发展备忘录》记载，该灯塔塔身1898年已砌筑一段，预计1899年12月完工。1900年11月，灯塔灯具及相关设施完成，12月1日投入使用。该建筑除作为灯塔外，亦用于记录进出船只数量以及气象、海流等状况供军方研究参照。
1914年8月的青岛战役期间，由于灯塔阻碍了团岛炮台（游内山炮台）的射界，被德国工兵炸毁。日军占领青岛后，因灯塔不堪修复，仅在原址设立一临时灯光。1919年8月，日本当局重建灯塔，并安装气动警报器，在雾天每隔30秒发出警报3秒钟，老青岛人口中的“海牛”即为该装置发出的低频警报。1960年由汽雾号改为东德制电雾号。该灯塔现属天津海事局青岛航标处管辖。
1992年1月16日，该灯塔列入第五批青岛市文物保护单位。2000年列入第一批青岛市历史优秀建筑。2006年5月25日列入第六批全国重点文物保护单位青岛德国建筑群扩展名单。

## 建筑
团岛灯塔1900年建成时塔身为圆柱形，花岗岩砌筑，内设盘旋楼梯，上部为穹顶灯罩，内设电力弧光灯，灯高35米，灯质为白色联闪灯光，在天气晴朗时射程可达16海里。
1919年重建后的灯塔塔高15.4米，灯高24米，塔身为八角形砖石结构，地上三层，地下一层。灯塔主体紧邻机房等附属建筑。正门向北，地下室为机房和仓库，塔内设螺旋式花岗岩楼梯，可达三层灯室。灯器为1000瓦聚光灯泡和750毫米水晶石折光鼓形透镜，灯质为明暗白红绿色三光束（白色为主航道指示，绿色为港口停泊方向指示，红色为岸礁警示），交替发光，射程15海里。